# Raffo
A Raffo egy olasz sörmárka, amelyet 1919 és 1985 (más forrás szerint 1987) között Tarantóban gyártottak, ma a Peroni állítja elő Bariban található gyárában. Nevét alapítójáról, Vitantonio Raffóról kapta. A Raffo az egyik fő támogatója a Taranto FC labdarúgóklubnak.

## Története
A Raffo története akkor kezdődött, amikor 1919. április 15-én Vitantonio Raffo Tarantóban megalapította jég- és sörgyárát, igaz, az első főzet csak 1921 májusában készült el. Ez összesen 30 hektolitert tett ki, elkészülte után tölgyfahordókba töltötték. A gyártás folytatódott, a sört a város üzleteinek 20 literes hordókban szállították, a kiskereskedelemben pedig 350 és 900 centiliteres üvegekben jelent meg, amelyekre domborbetűkkel a „Birra Raffo–Taranto” szavakat írták rá. 1943-ban, a második világháború idején leállt a termelés, a gyárba pedig angol katonák kezdték beraktározni járműveiket. A gyártás 1946-ban indult újra két testvér, Nicola és Domenico Raffo irányításával. A következő időszakot a fejlődés és a terjeszkedés jellemezte, a Raffót hamarosan Calabria és Basilicata régiókban is árusítani kezdték.
1961-ben a gyárat felvásárolta a Peroni, amely 1985-ben vagy 1987-ben úgy döntött, hogy bezárja az eredeti, tarantói gyárat, így 1987 óta a Raffót Bariban gyártják.

## Jellemzői
A Raffo egy alsó erjesztésű, lager típusú világos (szalmasárga színű) sör, alkoholtartalma 4,7%. Íze száraz, telt és enyhén keserű, fogyasztását 4–6 °C-on ajánlják. A kereskedelemben 33 és 66 centiliteres üvegben, valamint 50 centiliteres dobozban kapható, illetve kiszerelik 16 literes hordóban is. Emblémája Taranto legendabeli alapítóját, Poszeidón egyik fiát, a delfin hátán ülő Taraszt ábrázolja, felirata pedig „Taranto. La birra dei due mari.”, azaz Taranto. A két tenger söre.